# Myotis diminutus
Myotis diminutus (Moratelli & Wilson, 2011) è un pipistrello della famiglia dei Vespertilionidi endemico dell'Ecuador.

## Descrizione

### Dimensioni
Pipistrello di piccole dimensioni con la lunghezza dell'avambraccio tra 33,3 e 33,4 mm, la lunghezza delle orecchie di 11 mm e un peso fino a 3,5 g.

### Aspetto
La pelliccia è lunga e setosa. Le parti dorsali sono bruno-rossastre, mentre le parti ventrali sono marroni con le punte dei peli giallo-brunastre. Le orecchie sono corte. Le ali sono attaccate posteriormente alla base delle dita dei piedi, i quali sono piccoli. La coda è lunga ed inclusa completamente nell'ampio uropatagio.

## Biologia

### Alimentazione
Si nutre di insetti.

## Distribuzione e habitat
Questa specie è conosciuta soltanto da due esemplari, un individuo maschio catturato nel 1979  presso Santo Domingo, Los Rios nell'Ecuador centro-occidentale, ora conservato presso il National Museum of Natural History di Washington con numero di catalogo USNM 528569 e una femmina catturata nel 1959 nel Dipartimento di Nariño, nella Colombia sud-occidentale ed ora conservato presso il Museo di Storia Naturale della Contea di Los Angeles con numero di catalogo LACM 18761.
Vive probabilmente nelle foreste umide tropicali fino a 600 metri di altitudine.

## Conservazione
Questa specie, essendo stata scoperta solo recentemente, non è stata sottoposta ancora a nessun criterio di conservazione. Probabilmente è già estinta.